# Oberbayerisches Volksblatt
Az Oberbayerische Volksblatt  (rövidítése OVB, magyarul Felsőbajor Néplapnak fordítható) a bajorországi Rosenheim,  Mühlendorf am Inn megye, a Chiemsee környéki települések és Traunstein megye nyugati részén terjesztett regionális német napilap. Eladott példányszáma 71 805. A politikai és gazdasági témájú külföldi és országos híreket a Münchener Merkur szerkesztősége készíti (ezt a nem regionális témával foglalkozó részt a német újságírásban Mantel-nek (köpeny) nevezik). A kiadóvállalat Oberbayerisches Volksblatt GmbH & Co Medienhaus KG (a rosenheimi kiadó-vállalkozó Döser család jelentős tulajdonrésszel rendelkezik), Oliver Döser és Norbert Lauinger az üzletvezetők.